# Natació sincronitzada al Campionat del Món de natació de 1978
La competició de natació sincronitzada al Campionat del Món de natació de 1978 es realitzà al complex esportiu de la Piscina Olímpica de Berlín Oest (República Federal d'Alemanya).

## Resum de medalles
| Event  | Or | Or      | Plata | Plata   | Bronze | Bronze  |
| Solo   | Helen Vanderburg (CAN) | 187.849 | Pam Tryon (USA) | 181.499 | Yasuko Unezaki (JPN) | 179.650 |
| Duet   | Canadà Michelle Calkins · Helen Vanderburg                                                                                              | 183.300 | Japó Masako Fujiwara · Yasuko Fujiwara                                                                                           | 181.842 | Estats Units Michele Barone · Pam Tryon | 180.758 |
| Equips | Estats UnitsTami Allen · Michele Barone · Erin Barr · Michele Beaulieu · Gerri Blandet · Jane Goepringer · Linda Shelley · Pamela Tryon | 182.300 | JapóIkuko Abe · Masae Fujiwara · Masako Fujiwara · Yasuko Fujiwara · Ikue Ogawa · Kinuyo Okada · Chieko Okamura · Yasuki Unezaki | 181.533 | CanadàKatherine Anderson · Robin Anderson · Nancy Bedard · Lyna Carrier · Lyne Carrier · Sandra MacDermott · Marie Poulin · Martine Simard | 177.919 |

## Medaller
| Posició | País         | Or | Plata | Bronze | Total |
| 1       | Canadà       | 2  | 0     | 1      | 3     |
| 2       | Estats Units | 1  | 1     | 1      | 3     |
| 3       | Japó         | 0  | 2     | 1      | 3     |
| Total   | Total        | 3  | 3     | 3      | 9     |